# John Dankworth
Sir John Phillip William Dankworth, CBE, est un chef d'orchestre, saxophoniste / clarinettiste, compositeur et acteur britannique né le 20 septembre 1927 à Walthamstow dans l'Essex (aujourd'hui dans le borough londonien de Redbridge) et mort le 6 février 2010 à Marylebone (Londres).

## Biographie

### Enfance et débuts
Né à Walthamstow, John Dankworth commence le violon et le piano pendant son enfance, mais à l'âge de 16 ans, il adopte la clarinette après avoir écouté un disque de Benny Goodman. Puis Johnny Hodges lui inspire de jouer le saxophone alto. Il fait ses études à la Royal Academy of Music avant de faire son service militaire.

### Carrière
En 1949, John Dankworth est au Festival International de Jazz à Paris, et il joue avec Charlie Parker. Grâce à Parker, il est embauché par Sydney Bechet pour une tournée en Suède.
En 1950, il fonde The Dankworth Seven, et en 1953 il fonde son Big Band. Son Experiments-With-Mice (une parodie littéraire/musicale sur la transition entre les styles de Goodman, Miller et May vers le son progressif de Kenton, en passant par Mulligan et Finegan) est un tube en 1956,,
En 1958, il épouse sa chanteuse Cleo Laine. Après les émeutes raciales de Notting Hill, le couple s'implique dans la Stars Campaign for Interracial Friendship. C'est aussi en 1958 que Karel Reisz film son We are the Lambeth Boys pour lequel Dankworth compose la musique. Le film emporte le prix aux Journées internationales du film de court-métrage de Tours en 1959.
En 1959, son Orchestre joue au Newport Jazz Festival aux États-Unis, ou ils joue aussi au Birdland. Ils partagent d'ailleurs la scène avec l'orchestre de Duke Ellington pour plusieurs concerts.
En 1960, il enregistre un deuxième tube, African Waltz de Galt MacDermot. Cet arrangement est repris par Cannonball Adderley qui en fait un tube aux États-Unis,. En 1962, il enregistre un album Collaboration avec l'Orchestre philharmonique de Londres.
Malgré le succès de ses deux films de 1960 (sur lesquels il travaille simultanément), c'est après Le Domestique (en 1963) qu'il attire une demande générale pour ses talents de compositeur de bande sonore.
En 1964, son album The Zodiac Variations déborde de musiciens célèbres: Bob Brookmeyer, Zoot Sims, Phil Woods, Lucky Thompson et Clark Terry entre autres, font des solos. Sa carrière de compositeur de bande sonore s'épanouie aussi pendant cette période (voir sa filmographie). Coté live, son orchestre fait des tournées en Europe, notamment avec  Nat King Cole, Sarah Vaughan and Gerry Mulligan, et des concerts et performances radio avec Lionel Hampton et Ella Fitzgerald. En 1968, il écrit la musique pour Boots with Strawberry Jam, une production théâtrale au sujet de George Bernard Shaw.

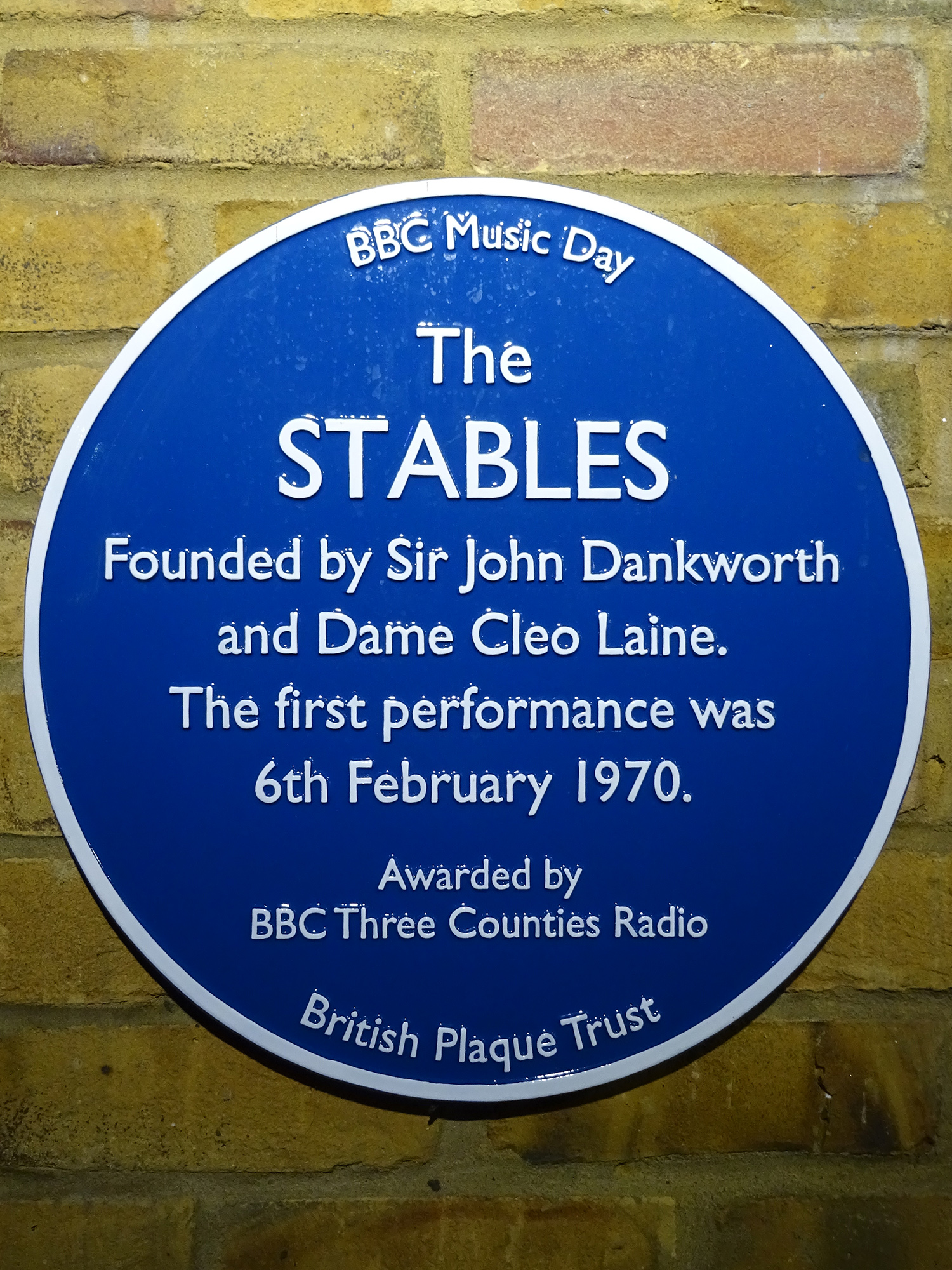
Plaque The Stables.

En 1970, il fonde avec sa femme The Stables (en) chez lui. Il s'agit d'un théâtre ou le couple veulent promouvoir toute la musique pour tous. Ils sont des amis de Margaret du Royaume-Uni. et en 1977 le couple joue avec John Williams à la Royal Variety Performance (Dankworth y avait déjà joué en 1962),.
En 1980, il compose la musique d'une production de sa femme au sujet de l'écrivaine Colette,. Ses œuvres théâtrales incluent des commissions du Royal Shakespeare Company et du National Theatre, et Lady in Waiting pour le Houston Ballet,. Il a composé aussi un concerto pour piano, un quatuor à cordes, un jeu de variations symphoniques et plusieurs œuvres pour chœur et orchestre. Il a reçu de nombreuses récompenses y compris un doctorat honorifique du Berklee College of Music. En compliment de ses activités pédagogiques aux Stables, Il est professeur de musique à Gresham College entre 1984 et 1986. Il fonde les summer pops de L'Orchestre Symphonique de Londres en 1985 pour lesquels il est Directeur Artistique jusqu'en 1990. En 1994, Cleo Laine enregistre un album solitude avec l'orchestre de Duke Ellington (dirigé par son fils Mercer Ellington) dont les arrangements sont l'œuvre de Dankworth, Stan Tracy et Eddie Harvey.
En 2004, le couple fonde Qnotes, un label pour publier principalement sa musique, ainsi que celle de leurs enfants Jacqui (en) et Alec (en). L'influence de Duke Ellington continue après le tournant du siècle avec les albums In a Mellow Tone en 2005 (avec Alec à la contrebasse) et Jazz Masters (2007). Le couple continue à faire des concerts ensemble (souvent avec leurs enfants) pour le reste de la décennie. 

### Mort
En octobre 2009, John Dankworth tombe malade pendant une tournée aux États-Unis. Pourtant, en décembre il arrive a jouer son saxophone, assis sur son fauteuil roulant, pour le London Jazz Festival au Royal Festival Hall.
Il meurt le 6 février 2010 le 40e anniversaire de la première performance aux Stables.

## Distinctions
John Dankworth est fait chevalier le 31 décembre 2005, pour services rendus à la musique.

## Filmographie

### Compositeur
- 1958 : We Are the Lambeth Boys
- 1959 : The Voodoo Factor (TV)
- 1960 : Les Criminels (The Criminal)
- 1960 : Samedi soir, dimanche matin (Saturday Night and Sunday Morning)
- 1961 : Survival (série télévisée)
- 1961 : Chapeau melon et bottes de cuir (série télévisée — générique des premières saisons)
- 1963 : Le Domestique (The Servant)
- 1965 : Scruggs
- 1965 : Darling
- 1965 : Le démon est mauvais joueur (Return from the Ashes)
- 1965 : Sands of the Kalahari
- 1966 : Morgan: A Suitable Case for Treatment
- 1966 : Modesty Blaise
- 1966 : Jeunes gens en colère (The Idol)
- 1967 : Accident
- 1967 : Le Dernier Safari (The Last Safari)
- 1967 : Fathom
- 1968 : Salt and Pepper
- 1968 : The Other People
- 1968 : Jeux pervers (The Magus)
- 1970 : La Dernière grenade (The Last Grenade)
- 1970 : The Engagement
- 1970 : Perfect Friday
- 1971 : The World of Survival (série télévisée)
- 1971 : 10 Rillington Place
- 1974 : Pianorama
- 1975 : The Kingfisher Caper
- 1993 : Money for Nothing (TV)
- 2000 : Kiss Kiss (Bang Bang)
- 2000 : Gangster Number One (Gangster No. 1)

### Acteur
- 1958 : The 6.5 Special
- 1962 : Tout au long de la nuit (All Night Long) : saxophoniste
- 1963 : The Servant : Jazz Band Leader